# Tours Volley-Ball 2019-2020
Questa voce raccoglie le informazioni riguardanti il Tours Volley-Ball nelle competizioni ufficiali della stagione 2019-2020.

## Organigramma societario
Area direttiva
- Presidente: Yves Bouget

Area tecnica
- Allenatore: Hubert Henno
- Allenatore in seconda: Thomas Royer

## Rosa
| N° | Nome                | Ruolo | Data di nascita  | Nazionalità sportiva |
| -- | ------------------- | ----- | ---------------- | -------------------- |
| 3  | Damien Barry        | S     | 5 dicembre 1997  | Francia              |
| 4  | Mathias Loupias     | C     | 15 agosto 1999   | Francia              |
| 5  | Adam Bartoš         | S     | 27 aprile 1992   | Rep. Ceca            |
| 6  | Timo Tammemaa       | C     | 18 novembre 1991 | Estonia              |
| 7  | Ángel Trinidad      | P     | 27 marzo 1993    | Spagna               |
| 8  | Maxime Capet        | O     | 24 ottobre 1997  | Francia              |
| 9  | Hermans Egleskalns  | O     | 8 dicembre 1990  | Lettonia             |
| 10 | Romain Totele       | P     | 24 marzo 2001    | Francia              |
| 11 | Matyas Demar        | P     | 1º ottobre 1991  | Rep. Ceca            |
| 12 | Dmytro Teryomenko   | C     | 1º febbraio 1987 | Ucraina              |
| 13 | Antoine Girault     | C     | 7 dicembre 1998  | Francia              |
| 14 | Nathan Wounembaina  | S     | 22 novembre 1984 | Camerun              |
| 15 | Tanguy Lemeur       | L     | 22 maggio 2001   | Francia              |
| 16 | Nicolas Rossard     | L     | 23 maggio 1990   | Francia              |
| 17 | Paul Nicole         | S     | 28 gennaio 2000  | Francia              |
| 18 | Augustin Guerin     | C     | 27 agosto 2000   | Francia              |
| 19 | Konstantin Čupković | S     | 2 gennaio 1987   | Serbia               |

## Risultati

### Coppa di Francia

#### Fase a eliminazione diretta
| Ottavi di finale - 29 ottobre 2019 Gymnase Viviani, Épinal         | SAS   | 0 - 3 | Tours    | 18-25, 21-25, 14-25 |
| Quarti di finale - 5 novembre 2019 Salle Robert-Grenon, Tours      | Tours | 3 - 0 | Chaumont | 25-22, 29-27, 27-25 |
| Semifinale - 16 maggio 2020 Palais des Sports André-Brouat, Tolosa | Paris | -     | Tours    | annullata           |

### Champions League

#### Fase a gironi
| 1ª giornata - 4 dicembre 2019 Arena Ursynów, Varsavia        | Projekt Warszawa   | 3 - 0 | Tours              | 25-15, 25-22, 25-23        |
| 2ª giornata - 11 dicembre 2019 Salle Robert-Grenon, Tours    | Tours              | 0 - 3 | Sir Safety Perugia | 30-32, 19-25, 18-25        |
| 3ª giornata - 19 dicembre 2019 Pavilhão da Luz Nº 1, Lisbona | Benfica            | 1 - 3 | Tours              | 20-25, 25-20, 22-25, 18-25 |
| 4ª giornata - 29 gennaio 2020 PalaEvangelisti, Perugia       | Sir Safety Perugia | 3 - 0 | Tours              | 25-21, 25-15, 25-21        |
| 5ª giornata - 12 febbraio 2020 Salle Robert-Grenon, Tours    | Tours              | 3 - 0 | Projekt Warszawa   | 25-21, 25-21, 25-20        |
| 6ª giornata - 19 febbraio 2020 Salle Robert-Grenon, Tours    | Tours              | 3 - 1 | Benfica            | 25-23, 22-25, 25-23, 25-17 |